# Éric Lenaerts
Pour les articles homonymes, voir Lenaerts.
Éric Lenaerts, né le 22 juin 1965 à Bruxelles (province de Brabant), est un dessinateur de bande dessinée réaliste belge.

## Biographie
Éric Lenaerts naît le 22 juin 1965 à Bruxelles. Il suit des cours de bande dessinée à l'Institut Saint-Luc de Bruxelles mais n'y fait qu'un bref passage. Après son service militaire, il rencontre le scénariste Pascal Renard avec qui il réalise ses premières bandes dessinées. Après deux courtes histoires pour Jet, et Hello Bédé (Une Joyeuse promenade en mer en 1992), ils créent le thriller Sur des Eaux Troubles qui met en scène un pianiste de bar attiré par une une jeune fille ravissante et énigmatique, leur premier album paraît aux éditions Le Lombard en 1995. Par la suite, ils commencent la saga familiale Valcourt qui durera deux épisodes jusqu'au décès de Pascal Renard alors qu'elle était prévue en trois opus. Lenaerts s'oriente ensuite un temps vers l'illustration, jusqu'à ce qu'il se lance dans la série d'heroic fantasy Les Royaumes de Borée avec Dominique Latil pour Soleil Productions, un seul tome paraît en 2001.
Il s'associe également au scénariste André-Paul Duchâteau pour créer la série aventure historique Les Romantiques chez Casterman entre 2001 et 2003. En 2004, il lance Le Fugitif en collaboration avec André Taymans, un autre polar, qui s'échelonne sur trois albums pour la collection « Ligne rouge » : Requiem (2004), Blues (2004) et Coda (2005) qui clôt la série sur décision de l'éditeur Casterman. Toujours pour le même éditeur, il est présent dans la collection « Jacques Martin » sur la série Les Voyages d'Alix avec Les Vikings en 2006 et Cléopâtre en 2008. Puis, il s'associe à son ancien assistant et ami Gihef pour créer Mister Hollywood, série qui revisite les mythes hollywoodiens, la série est arrêtée après deux tomes Boulevard des illusions, en 2009 ainsi que Jersey Boy en 2010 sur les quatre de prévus dans la collection « Repérages » aux éditions Dupuis. Puis vient Somalia, le seul tome de la série d’aventures contemporaines Skipper sur un scénario de Gihef et Joël Callède chez le même éditeur en 2012. Depuis, l'auteur ne publie plus.
Lenaerts participe à quatre albums collectifs Flash Back sur un scénario de Zidrou (1995), Walthéries (2012), En chemin elle rencontre... : Les artistes se mobilisent pour l'égalité femme-homme (2013) et Lovely Wheels (2021). En 2010, lors du décès de Tibet, il lui rend hommage dans dBD.
Selon Didier Quella-Guyot, le style graphique de Lenaerts est une ligne claire assurant une lisibilité traditionnelle et efficace.

### Vie privée
Éric Lenaerts demeure à Mont-Saint-Guibert en 1991, puis à Chaumont-Gistoux en 1995. Il a été l'ex-gendre de Lucien Froidebise.

## Œuvres

### Albums de bande dessinée
- Les Voyages d'Alix, Casterman
  1.  Les Vikings, scénario de Jacques Martin, dessins d'Éric Lenaerts, 2006  (ISBN 2-203-32937-8)
- Alix raconte, Casterman
  1.  Cléopâtre[22], scénario de François Maingoval, dessins d'Éric Lenaerts, 2008  (ISBN 978-2-203-30604-2)

- Mister Hollywood
- 1. Boulevard des illusions[13],[16],[14], Dupuis, coll. « Repérages », Marcinelle, janvier 2009
Scénario : Gihef - Dessin : Éric Lenaerts - Couleurs : Cerise -  (ISBN 978-2-8001-4337-8)
- 2. Jersey Boy[15], Dupuis, coll. « Repérages », Marcinelle, 5 février 2010
Scénario : Gihef - Dessin : Éric Lenaerts - Couleurs : Cerise -  (ISBN 978-2-8001-4677-5)

### Collectifs
- Flash Back[33], Comic! Events, août 1995
Scénario : collectif - Dessin : collectif dont Éric Lenaerts - Couleurs : noir et blanc,Ce Flash Back a été réalisé en collaboration avec Bédéciné Illzach et édité à l'occasion du 10e festival BD Coxyde (15 juillet au 6 août 1995) à 1 500 exemplaires numérotés à la main. Rares textes et titres des séries en deux langues : français et flamand. D/1995/6941/06. Format à l'italienne.
- Walthéries - Les auteurs BD fêtent François Walthéry[34], GPRD, 1 septembre 2012
Scénario : Bruno Gilson - Dessin : Philippe Fenech, Bruno M - Couleurs : quadrichromie -  (ISBN 978-2-9601235-0-0),Tirage à 500 exemplaires. Album anniversaire des 50 ans de carrière de François Walthéry souhaité par d'autres dessinateurs dont Lenaerts.
- Participation à : Marie Moinard et collectif, En chemin elle rencontre... : Les artistes se mobilisent pour l'égalité femme-homme, Vincennes/Paris, Des ronds dans l'O / Amnesty International, février 2013, 84 p. (ISBN 978-2-917237-46-5)
- Lovely Wheels, C.M. Éditions, avril 2021
Scénario : Christian Mathoul - Dessin : collectif dont Éric Lenaerts -  (ISBN 978-2-9602788-0-4),Format à l'italienne.

### En revues et journaux
- Visite impromptue, (6 planches en noir et blanc), scénario : Pascal Renard dans Jet no 11[35] en juin 1991, — Ce récit vaut aux auteurs d'être lauréats du premier prix du concours organisé par Jet dont les membres du jury sont notamment : Bob de Moor, André-Paul Duchâteau et Yves Sente[20].

### Para-BD
À l'occasion, Éric Lenaerts réalise des portfolios, ex-libris et affiches.

### Exposition collective
- BD en 33 tours - 40 dessinateurs et illustrateurs ont revisité les pochettes de vinyle 33 tours de leur groupe ou artiste favori, Waterloo de septembre 2006 à octobre 2006[38].

#### Livres
: document utilisé comme source pour la rédaction de cet article.
- Jean-Louis Lechat, Un demi-siècle d’aventures t. 2 : 1970 - 1996, Bruxelles, Le Lombard, 5 décembre 1996, 224 p., ill. ; 31 cm (ISBN 280361233X, OCLC 37995939, BNF 37539082, présentation en ligne), p. 191, 197. .
- Jacques Fiérain, « Lenaerts, Éric », dans La BD à Bruxelles et en Brabant, Charleroi, Éd. l'Âge d'or, avril 2003, 144 p., ill. ; 31 cm (ISBN 9782960119664 et 2960119665, OCLC 470388171, présentation en ligne), p. 93.
- Philippe Mellot, Michel Denni, Laurent Turpin et Isabelle Morzadec, Trésors de la bande dessinée : BDM 2025-2026 - Catalogue encyclopédique et Argus, Paris, Les Arènes, novembre 2024, 24e éd., 1839 p., ill. ; 23 cm (ISBN 979-10-37512-61-1, OCLC 1478218824, présentation en ligne), p. 581, 945, 1220, 1228, 1295, 1351, 1567. .

#### Périodiques
- « Éric Lenaerts », Jet, Le Lombard, no 11,‎ juin 1991, p. 4 (ISSN 1146-2728).